# Shane Duffy
Shane Patrick Michael Duffy (Derry, 1 de enero de 1992) es un futbolista irlandés que juega en la demarcación de defensa para el Norwich City F. C. de la EFL Championship de Inglaterra.

## Selección nacional
Tras jugar con las selecciones inferiores de Irlanda del Norte e Irlanda, finalmente debutó con la selección de fútbol de Irlanda el 6 de junio de 2014 en un partido amistoso contra Costa Rica que finalizó con un resultado de empate a uno tras los goles de Kevin Doyle por parte de Irlanda, y de Celso Borges por parte de Costa Rica. Además fue convocado para jugar la Eurocopa 2016.

### Goles internacionales
| # | Fecha                   | Estadio                                        | Oponente   | Gol | Resultado | Competición                                          |
| - | ----------------------- | ---------------------------------------------- | ---------- | --- | --------- | ---------------------------------------------------- |
| 1 | 2 de septiembre de 2017 | Estadio Borís Paichadze, Tiflis, Georgia       | Georgia    | 0-1 | 1–1       | Clasificación para la Copa Mundial de Fútbol de 2018 |
| 2 | 14 de noviembre de 2017 | Estadio Aviva, Dublín, Irlanda                 | Dinamarca  | 1–0 | 1–5       | Clasificación para la Copa Mundial de Fútbol de 2018 |
| 3 | 7 de junio de 2019      | Parken Stadion, Copenhague, Dinamarca          | Dinamarca  | 1–1 | 1–1       | Clasificación para la Eurocopa 2020                  |
| 4 | 3 de septiembre de 2020 | Estadio Nacional Vasil Levski, Sofía, Bulgaria | Bulgaria   | 1–1 | 1–1       | Liga de Naciones de la UEFA 2020-21                  |
| 5 | 4 de septiembre de 2021 | Estadio Aviva, Dublín, Irlanda                 | Azerbaiyán | 1–1 | 1–1       | Clasificación para la Copa Mundial de Fútbol de 2022 |
| 6 | 12 de octubre de 2021   | Estadio Aviva, Dublín, Irlanda                 | Catar      | 4–0 | 4–0       | Amistoso                                             |
| 7 | 14 de noviembre de 2021 | Estadio de Luxemburgo, Luxemburgo, Luxemburgo  | Luxemburgo | 0-1 | 0–3       | Clasificación para la Copa Mundial de Fútbol de 2022 |

## Clubes
| Club                         | País       | Año       | Partidos | Goles |
| ---------------------------- | ---------- | --------- | -------- | ----- |
| Everton F. C.                | Inglaterra | 2009-2011 | 2        | 0     |
| Burnley F. C.                | Inglaterra | 2011      | 1        | 0     |
| Scunthorpe United F. C.      | Inglaterra | 2011-2012 | 19       | 2     |
| Everton F. C.                | Inglaterra | 2012-2013 | 8        | 0     |
| Yeovil Town F. C.            | Inglaterra | 2013-2014 | 39       | 1     |
| Blackburn Rovers F. C.       | Inglaterra | 2014-2016 | 64       | 5     |
| Brighton & Hove Albion F. C. | Inglaterra | 2016-2020 | 130      | 8     |
| Celtic F. C. (cedido)        | Escocia    | 2020-2021 | 27       | 3     |
| Brighton & Hove Albion F. C. | Inglaterra | 2021-2022 | 20       | 1     |
| Fulham F. C.                 | Inglaterra | 2022-2023 | 7        | 0     |
| Norwich City F. C.           | Inglaterra | 2023-     | 87       | 5     |

## Palmarés

### Títulos nacionales
| Título          | Club         | País    | Año  |
| --------------- | ------------ | ------- | ---- |
| Copa de Escocia | Celtic F. C. | Escocia | 2020 |